# Кварацхелия, Александр Тимофеевич
Александр Тимофеевич Кварацхелия, другой вариант отчества — Кимотеевич (1922 год — 28 сентября 1993 года, Сухум, Абхазия) — заведующий районным отделом сельского хозяйства Гальского райисполкома, Абхазская АССР, Грузинская ССР. Герой Социалистического Труда (1948).

## Биография
Родился в 1922 году в крестьянской семье в одном из сельских населённых пунктов на территории современной Грузии. С 1940-х годов — заведующий отделом сельского хозяйства Гальского райисполкома.
В послевоенные годы занимался развитием сельского хозяйства в Гальском районе. Благодаря его деятельности сельскохозяйственные предприятия Гальского района перевыполнили план по сдаче государству урожая кукурузы в целом по району на 27,8 процентов. Указом Президиума Верховного Совета СССР от 21 февраля 1948 года удостоен звания Героя Социалистического Труда за «получение высоких урожаев кукурузы и пшеницы в 1947 году» с вручением ордена Ленина и золотой медали «Серп и Молот» (№ 700).
Этим же указом званием Героя Социалистического Труда были награждены председатель Гальского райисполкома Антон Мерабович Джахая, секретарь райкома партии Антип Маркозович Чежия и 75 колхозников различных колхозов Гальского района, в том числе 6 председателей колхозов.
После выхода на пенсию проживал в Сухуме. Был расстрелян вместе со своей женой Верой Колбая во дворе своего дома № 36 по улице Геловани в сентябре 1993 года абхазскими боевиками во время грузино-абхазского межэтнического конфликта.